# 고치현립 사카모토 료마 기념관
고치현립 사카모토 료마 기념관(일본어: 高知県立坂本龍馬記念館 고치켄리쓰사카모토료마키넨칸[*])은 일본 고치현 고치시에 있는 박물관이다. 1991년 11월에 개관하였다. 고치 출신의 막부 말기의 명사 사카모토 료마를 주제로 한 박물관이다. 가쓰라하마에서 가까워 옥상이나 2층 안쪽의 플로어에서는 태평양을 볼 수 있다.

## 같이 보기
- 막말
- 고치시립 료마가 태어난 마을 기념관